# Bana Alabed
Bana Alabed, née le 7 juin 2009, est une Syrienne originaire d'Alep, qui grâce à l'aide de sa mère, publiait des messages en anglais via Twitter en 2016. La plupart de ces tweets donnaient des informations sur la bataille d'Alep et les différentes attaques aériennes que Bana et sa famille subissaient. À travers ses tweets, la petite fille cherchait à répandre la paix et informer le monde du déroulement du siège d'Alep.

## Histoire
Son compte Twitter est créé le 24 septembre 2016 par la mère de Bana, Fatemah Alabeb. Cette dernière possède aussi son propre compte Twitter @FatemahAlabed. Avant la guerre, Fatemah était professeur d'anglais, profession que Bana souhaite elle aussi exercer plus tard. Le père de Bana est avocat et travaillait dans le conseil local du Sud Est d'Alep. Bana a deux petits frères Noor et Mohamed.
En quelques jours, le compte de la petite fille utilise les hashtags #HolocaustAleppo, #MassacreInAleppo, #StopAleppoMassacre et tweete le président russe Vladimir Poutine, le président américain d'alors Barack Obama ainsi que le président Syrien Bachar El Assad. Le compte certifié par Twitter est suivi par plus de 360 000 personnes. Certains tweets sont rédigés par Bana et d'autres directement par sa mère.
Malgré le manque d'électricité et le fait que la fibre optique et l'ADSL soient coupés depuis 2013 à Alep-Est, la famille de Bana parvient à utiliser le 3G et parfois du Wi-Fi ; elle dispose également d'une batterie de voiture reliée à un panneau solaire qui lui permet de recharger le portable,.
À la fin de la bataille d'Alep, sa maison est détruite par un bombardement le 27 novembre 2016,. Après la capitulation des rebelles, le 13 décembre 2016, Bana Alabed et sa famille font partie d'un convoi de 13 000 personnes qui évacuent la ville le 19 décembre.
Depuis le 29 décembre 2016, Bana tweete d'elle-même et gère son compte seule. Elle a quitté la Syrie, mais poste toujours des messages et des photos appelant à aider le peuple syrien.
Bana et sa famille ont été accueillies en Turquie où ils ont été reçues par le président turc dans son palais à Ankara. Le 12 mai 2017, la nationalité turque est accordée à Bana et sa famille.

## Cyber-harcèlement
Le compte de la fillette a été victime de cyberattaque et d'intimidation. Le président syrien Bachar el-Assad a déclaré que son compte était un objet de propagande. Le 4 décembre 2016, lors de la 17e offensive d'Alep, le compte de Bana a été fermé après un message inquiétant « Nous sommes sûrs que l'armée va nous capturer. On se reverra un autre jour cher monde. Au revoir. ». Ce message avait inquiété les internautes qui tweetaient avec le hashtag #WhereIsBana mais deux jours plus tard, le compte avait été réactivé.

## Doutes
D'après le journal américain New York Times le compte Twitter de Bana soulève quelques questions, notamment de fiabilité, d'authenticité et de véracité des informations. La critique porte majoritairement sur ses tweets, que certains trouvent trop bien sophistiqués pour une fille de 7 ans. Juliette S. Touma, porte parole de l'UNICEF a déclaré qu'il n'y avait aucun moyen de vérifier d'où les tweets venaient. L'équipe d'investigation de Bellingcat répond à ces doutes. Ils ont été en mesure de vérifier l'existence et la localisation de Bana Alabed et de sa famille dans Alep Est fin 2016. Bellingcat rappelle qu'il est précisé que le compte Twitter est tenu par Fatemah, la mère de Bana, qui a étudié l'anglais et le journalisme. Bellingcat conclut au contraire que des personnes omettent délibérément de prendre en compte ces informations afin de tenter de les discréditer.

## Anecdotes
Le 21 novembre 2016, Fatemah Alabed a envoyé un tweet à l'auteur J. K. Rowling expliquant que sa fille adorerait lire le premier tome de la saga Harry Potter. L'auteur ne pouvant pas envoyer les livres puisque aucun colis ne peut atteindre Alep, elle prit la décision d'envoyer l'intégralité de la saga en E-Book. Quelques jours plus tard, la jeune fille postait des photos d'elle et ses frères en train de lire Harry Potter et l'école des sorciers.

### Articles
- Blandine Le Cain, La fillette qui tweetait Alep réapprend à vivre dans un quotidien sans guerre, Le Figaro, 11 mars 2017.

### Vidéographie
- [vidéo] SEPT À HUIT - Alep : une vie sous les bombes, LCI, 27 novembre 2016.